# Рудольф Цорн
Рудольф Цорн (нім. Rudolf Zorn; 20 липня 1917, Оксенфурт — 7 січня 1945, Атлантичний океан) — німецький офіцер-підводник, оберлейтенант-цур-зее крігсмаріне.

## Біографія
9 жовтня 1937 року вступив на флот. З 15 листопада 1942 по 20 серпня 1943 року — командир підводного човна U-29, з 4 жовтня 1943 року — U-416, з 15 листопада 1943 по 16 липня 1944 року — U-382, на якому здійснив 1 похід (50 днів у морі), з 20 липня 1944 року — U-650, на якому здійснив 4 походи (разом 76 днів у морі). 7 січня 1945 року U-650 був потоплений в Англійському каналі південніше Пензанс (49°51′ пн. ш. 05°30′ зх. д.) бомбометом «Хеджхог» невідомого союзницького корабля. Всі 47 членів екіпажу загинули.

## Звання
- Кандидат в офіцери (9 жовтня 1937)
- Морський кадет (28 червня 1938)
- Фенріх-цур-зее (1 квітня 1939)
- Оберфенріх-цур-зее (1 березня 1940)
- Лейтенант-цур-зее (1 травня 1940)
- Оберлейтенант-цур-зее (1 квітня 1942)
- Оберлейтенант-цур-зее до розпорядження (1 квітня 1944)

## Нагороди
- Залізний хрест
  - 2-го класу (20 квітня 1940)
  - 1-го класу (25 липня 1942)
- Нагрудний знак підводника (20 квітня 1942)
- Нагрудний знак флоту (13 липня 1942)
- Фронтова планка підводника в бронзі (1944)